# Военно-спортивная группа Хенгста
Военно-спортивная группа Хенгста (нем. Wehrsportgruppe Hengst), известная также как Группа Хенгста (нем. Gruppe Hengst) — неонацистская вооружённая преступная группировка, орудовавшая с 1968 по 1971 год в Германии. Лидером был Бернд Хенгст, член Национал-демократической партии Германии. В составе группировки к 1971 году насчитывалось 18 человек.

## История
Группу образовал член НДПГ, электромонтёр по профессии Йоханнес Бернд Хенгст (предположительно, 1943 года рождения). Он был уроженцем ГДР и за свою антигосударственную деятельность был осуждён на 10 лет тюрьмы. В 1966 году он добился досрочного освобождения и уехал в ФРГ, влившись через год в Национал-демократическую партию Германии. По словам Гельмута Бервальда, который хорошо знал Хенгста, Бернд подрабатывал сторожем в штаб-квартире Социал-демократической партии, поэтому был хорошо знаком с планом дома.
Группа Хенгста в составе 18 человек занималась в ФРГ подрывной деятельностью, открыто воюя со своими политическими оппонентами в лице Германской коммунистической партии и Социал-демократической партии Германии. Её союзниками были такие ультраправые организации, как «Акция Сопротивление», «Немецко-социальное действие» Дирка Швартлендера и «Национал-революционная молодёжь» из Берлина. Члены группы были уроженцами Бонна или района Рейн-Зиг. Считается, что первое вооружённое нападение Хенгст совершил 2 октября 1968, обстреляв из малокалиберного оружия здание отделения Германской коммунистической партии в Бонне. 16 января 1971 в Ремагене члены группы выбили окна в здании посольства СССР в ФРГ. Ею же планировались теракты на нескольких складах боеприпасов.
13 февраля 1971 года в Бад-Годесберге Бернд Хенгст был задержан федеральной полицией, а при обыске в его автомобиле был обнаружен пистолет-пулемёт Beretta. Был дан ордер на обыск квартиры Бад-Годесберга, в которой проживал Герман Сушон, убийца Розы Люксембург — там полицейские обнаружили три карабина, двуствольное ружьё и пистолет. Сушона обвинили в сотрудничестве с Хенгстом. Позднее в девяти квартирах Бонна и двух квартирах Дюссельдорфа прокатилась очередная волна обысков: полицейские изъяли 17 винтовок и карабинов, девять пистолетов, множество штыков и кинжалов, огромное количество боеприпасов разного калибра, а также разнообразную и многочисленную нацистскую литературу и атрибутику. Через несколько дней был арестован 26-летний Рюдигер Краусс, бывший председатель Национально-демократической студенческой ассоциации, в его доме также состоялся обыск
Среди членов группы был и 39-летний Вернер Вольф, председатель отделения НДПГ в районе Рейн-Зиг, работавший в Федеральном министерстве обороны. Вместе с ним арестованы были заместитель Вольфа Клаус Маурер, а также лидер ещё одного отделения НДПГ Йоахим Зель.